# 藤原重通 (周防守)
藤原 重通（ふじわら の しげみち）は、平安時代中期の貴族。藤原南家巨勢麻呂流、摂津守・藤原棟世の子。官位は従五位下・周防守。

## 経歴
花山朝初頭の永観2年（984年）六位蔵人に任ぜられる。のち、従五位下に叙爵し、周防守を務めた。

## 官歴
- 永観2年（984年） 9月18日：見六位蔵人[1]
- 時期不詳：従五位下。周防守[2]

## 系譜
『尊卑分脈』による。
- 父：藤原棟世
- 母：不詳
- 妻：不詳
  - 男子：藤原棟貞

姉妹に棟世と清少納言の娘である上東門院小馬命婦がいる。